# 1995 Stock (métro de Londres)
Le 1995 Stock est le type de rame utilisé sur la Northern line du métro de Londres. Il y a 106 rames composées de 6 caisses actuellement en circulation. Ces rames ont été mises en service entre le 12 juin 1998 et le 10 avril 2001.

## Caractéristiques
Le 1995 Stock partage beaucoup de caractéristiques avec le  1996 Stock utilisé sur la Jubilee line, les deux séries ont été construites par Alstom à Birmingham. Les 1995 et 1996 Stock ont des intérieurs différents et les 1996 Stock sont utilisés en compositions de 7 caisses. En octobre 2007, une légère rénovation de l'intérieur des rames fut effectuée. En 2007 les rames ont été légèrement rénovées, et possèdent depuis des sièges anti-lacération bleu marine, à l'instar des 1973 et 1996 Stock.